# Оксид-иодид лютеция
Оксид-иодид лютеция — неорганическое соединение, 
оксосоль лютеция и иодистоводородной кислоты с формулой LuOI,
кристаллы.

## Получение
- Реакция иодида лютеция и оксида сурьмы:

{\displaystyle {\mathsf {3LuI_{3}+Sb_{2}O_{3}\ {\xrightarrow {}}\ 3LuOI+2SbI_{3}}}}

## Физические свойства
Оксид-иодид лютеция образует кристаллы
тетрагональной сингонии,
пространственная группа P 4/nmm,
параметры ячейки a = 0,38585 нм, c = 0,9189 нм, Z = 2
.